# Björn Haneveer
Björn Haneveer (* 4. September 1976 in Turnhout), anglisiert Bjorn Haneveer, ist ein ehemaliger belgischer Snookerspieler und Billardkommentator, der zwischen 1993 und 2012 insgesamt vierzehn Saisons auf der Snooker Main Tour spielte. In dieser Zeit erreichte er das Viertelfinale der Brugge Open 2010, das Achtelfinale der Scottish Open 2002 und der European Open 2003 und Rang 53 der Snookerweltrangliste. Als Amateur gewann er bei den World Games 2001 eine Goldmedaille im Snooker sowie zweimal die Europameisterschaft und sechsmal die belgische Snooker-Meisterschaft.

## Karriere
Geboren im flämischen Turnhout, begann Haneveer seine Karriere 1992 mit regelmäßigen, erfolgreichen Teilnahmen an Events des German Open Snooker Ranking (GOSR). Im selben Jahr wurde er belgischer U16-Meister. Zur Saison 1992/93 wurde er Profispieler auf der zum damaligen Zeitpunkt offenen Profitour. In den folgenden Spielzeiten konnte er jedoch so gut wie keine nennenswerten Ergebnisse erzielen, und auf der Weltrangliste kam er nie über Platz 200 hinaus. Nach einem erfolglosen Abschneiden bei der WPBSA Qualifying School 1997 verlor er seine Spielberechtigung auf der erstklassigen Profitour und wurde auf die UK Tour relegiert. Dort konnte er recht annehmbare Ergebnisse vorweisen. Zusätzlich war Haneveer weiterhin als Amateur aktiv. Nach zwei erfolgreichen Teilnahmen an GOSR-Events 1994 gewann er 1996 und 1998 die belgische Snooker-Meisterschaft, gleichzeitig siegte er von 1996 bis 1998 bei der U21-Meisterschaft. Daher durfte er auch an internationalen Turnieren teilnehmen, was bei Haneveer recht erfolgreich verlief, denn er erreichte das Finale der U21-Weltmeisterschaft 1997 und das Halbfinale der Europameisterschaft 1996. So durfte er zur Saison 1998/99 wieder Profispieler werden.
Nach der ersten Saison musste Haneveer wieder auf die UK Tour, doch dank Platz 10 in der Endwertung konnte er zur Saison 2000/01 wieder auf die Main Tour zurück. Diesmal schaffte es Haneveer, sich dort zu etablieren. Mehrfach konnte er die Hauptrunde eines Ranglistenturnieres erreichen, darunter eben auch das Achtelfinale der Scottish Open 2002 und European Open 2003. Nachdem er in den ersten Jahren der 2000er in den Top 64 geführt worden war, reichten ab 2005 dafür seine Ergebnisse nicht mehr aus. Abgerutscht auf Platz 81, verlor Haneveer 2006 seinen Profistatus erneut. Derweil blieb er aber als Amateur aktiv. Drei weitere Male gewann er bis 2006 die belgische Meisterschaft. Weitere zwei Titel holte er 1999 und 2001 bei der Europameisterschaft. Zudem holte er bei den World Games 2001 eine Goldmedaille und bei den World Games 2005 eine Bronzemedaille im Snooker. Darüber hinaus gewann er 2003 die Swiss Open und 2004 und 2005 die Dutch Open und erreichte bei der Amateurweltmeisterschaft 1999 das Halbfinale.
Auch in den folgenden Jahren feierte Haneveer regelmäßig Erfolge bei Amateurturnieren. So wurde er 2007 zum sechsten Mal belgischer Meister und erreichte im selben Jahr das Halbfinale der Europameisterschaft und der Amateurweltmeisterschaft. Insgesamt erzielte er als Amateur zwei Maximum Breaks. Gleichzeitig nahm Haneveer stets an den Events der Pontin’s International Open Series teil, Platz vier auf der Abschlusstabelle 2008/09 reichte für die Qualifikation für die Profitour aus. Seine Ergebnisse in den nächsten beiden Profijahren, insbesondere die Viertelfinalteilnahme bei den Brugge Open 2010, reichten größtenteils für einen Platz in den Top 64 aus, auch wenn er zum Ende der zweiten Saison auf Platz 65 abrutschte, wodurch er nur dank der Order of Merit der Players Tour Championship auf der Profitour verbleiben konnte. Nur wenige Monate später, nach den Antwerp Open 2011, beendete er aber seine Profikarriere. Neben finanziellen Probleme gab er als Grund die zu hohe Belastung an, da er hauptberuflich als Zimmermann arbeitet und nebenher als Eurosport-Kommentator aktiv ist. So bleibe keine Zeit fürs Training.
In den 2010er-Jahren war er nichtsdestotrotz weiterhin bei Amateurturnieren aktiv. Zweimal wurde er belgischer Vize-Meister und verlor ebenfalls zweimal im Finale der 3 Kings Open sowie einmal im Endspiel der Vienna Open. Mehrfach erreichte er zudem das Finale der Dutch Open, die er zwei weitere Male gewinnen konnte. Ab 2018 bestritt er keine weiteren Spiele mehr.

## Erfolge
| Ausgang         | Jahr | Turnier                                              | Finalgegner           | Ergebnis |
| --------------- | ---- | ---------------------------------------------------- | --------------------- | -------- |
| Amateurturniere |      |                                                      |                       |          |
| Sieger          | 1992 | GOSR – Event 14 (Bielefeld Open)                     | Danny Lathouwers      | 4:2      |
| Sieger          | 1992 | Belgische U16-Meisterschaft                          | Jim Spapen            | 4:0      |
| Zweiter         | 1993 | GOSR – Event 16 (Gifhorn Open)                       | Mario Geudens         | 3:4      |
| Sieger          | 1993 | GOSR – Event 17                                      | Peter Bullen          | 3:1      |
| Zweiter         | 1993 | GOSR – Event 21 (Aachen Open)                        | Peter Bullen          | 1:4      |
| Zweiter         | 1994 | GOSR – Event 1 (Grolsch Aachen Open)                 | Matthew Couch         | 0:4      |
| Sieger          | 1996 | Belgische U21-Meisterschaft                          | Jim Spapen            | 6:3      |
| Sieger          | 1996 | Belgische Snooker-Meisterschaft                      | Steve Lemmens         | 7:6      |
| Sieger          | 1997 | Belgische U21-Meisterschaft                          | Erwin Bruynseels      | 6:0      |
| Zweiter         | 1997 | IBSF U21-Snookerweltmeisterschaft                    | Marco Fu              | 7:11     |
| Sieger          | 1998 | Belgische U21-Meisterschaft                          | Fung Kwok Wai         | 6:1      |
| Sieger          | 1998 | Belgische Snooker-Meisterschaft                      | Mario Geudens         | 7:3      |
| Zweiter         | 1999 | Belgische Snooker-Meisterschaft                      | Marco Geudens         | 5:7      |
| Sieger          | 1999 | EBSA-Snookereuropameisterschaft                      | David Bell            | 7:0      |
| Sieger          | 2000 | Belgische Snooker-Meisterschaft                      | Alain De Cock         | 7:1      |
| Zweiter         | 2000 | EBSA-Snookereuropameisterschaft                      | Craig Butler          | 3:7      |
| Sieger          | 2001 | Belgische Snooker-Meisterschaft                      | Mario Geudens         | 7:3      |
| Sieger          | 2001 | EBSA-Snookereuropameisterschaft                      | Kurt Maflin           | 7:6      |
| Sieger          | 2001 | World Games – Snooker Herren                         | Marlon Manalo         | 4:3      |
| Sieger          | 2003 | Swiss Open                                           | Ian McCulloch         | 5:4      |
| Sieger          | 2004 | Dutch Open                                           | Lennon Starkey        | 6:1      |
| Sieger          | 2005 | Belgische Snooker-Meisterschaft                      | Nico Devlies          | 7:4      |
| Dritter         | 2005 | World Games – Snooker Herren                         | Mark Allen            | 4:0      |
| Sieger          | 2005 | Dutch Open                                           | Michael Holt          | 6:1      |
| Sieger          | 2007 | Belgische Snooker-Meisterschaft                      | Patrick Delsemme      | 7:6      |
| Sieger          | 2007 | Pontin’s International Open Series 2006/07 – Event 7 | Craig Steadman        | 6:2      |
| Sieger          | 2008 | Pontin’s International Open Series 2008/09 – Event 1 | Andrew Atkinson       | 6:2      |
| Sieger          | 2009 | Dutch Open                                           | Matthew Couch         | 6:3      |
| Zweiter         | 2010 | Belgische Snooker-Meisterschaft                      | Luca Brecel           | 4:7      |
| Zweiter         | 2010 | Vienna Open                                          | Stephen Lee           | 4:5      |
| Zweiter         | 2011 | Belgische Snooker-Meisterschaft                      | Peter Bullen          | 3:7      |
| Zweiter         | 2011 | Dutch Open                                           | Barry Pinches         | 3:6      |
| Zweiter         | 2012 | 3 Kings Open                                         | Tony Drago            | 3:5      |
| Sieger          | 2012 | Dutch Open                                           | Gerrit bij de Leij    | 7:3      |
| Zweiter         | 2013 | Dutch Open                                           | Luca Brecel           | 3:5      |
| Zweiter         | 2017 | 3 Kings Open                                         | Alexander Ursenbacher | 1:5      |